# Tierra Blanca, Teocuitatlán de Corona
Tierra Blanca är en ort i Mexiko.   Den ligger i kommunen Teocuitatlán de Corona och delstaten Jalisco, i den centrala delen av landet, 400 km väster om huvudstaden Mexico City. Tierra Blanca ligger 1 381 meter över havet och antalet invånare är 208.
Terrängen runt Tierra Blanca är varierad. Tierra Blanca ligger nere i en dal som går i öst-västlig riktning. Runt Tierra Blanca är det ganska glesbefolkat, med 35 invånare per kvadratkilometer. Närmaste större samhälle är Teocuitatlán de Corona, 3,7 km sydväst om Tierra Blanca. I omgivningarna runt Tierra Blanca växer huvudsakligen savannskog.